# Union Sportive Musulmane de Rabat-Salé (football)
Maillots
L'Union Sportive Musulmane de Rabat-Salé (en arabe : الإتحاد الرياضي الإسلامي الرباط-سلا), plus couramment abrégé en USM Rabat-Salé, est un ancien club sportif marocain de football fondé le 7 octobre 1932 à Rabat par des marocains et disparu en 1944 pour des causes politiques, été basé dans la capitale d'Empire chérifien.

## Histoire
L'Union Sportive Musulmane de Rabat-Salé est un ancien club sportif marocain de football fondé le 7 octobre 1932 à Rabat en Empire chérifien par des nationalistes marocains à l'époque du protectorat français au Maroc et disparu en 1944. Il était basé à Rabat.
L'USMRS, reconnue officiellement le 7 octobre 1932, demeure l'un des premiers clubs musulmans dans le pays (si ce n'est le premier), et est le véritable lancement d'un mouvement associatif de la jeunesse marocaine.
Pour ses débuts, le club a commencé de jouer en première division, (équivalent de la 2e échaulant des championnats) au Championnat du Maroc qui était sous l'égide de la Ligue du Maroc de Football Association (LMFA).
Le club est invité à plusieurs manifestations nationales et religieuses, comme par exemple le 22 octobre 1941 où il a participé au Tournoi de l'Aïd Seghir (compétition amicale organisée par le Wydad AC au Stade Philip à Casablanca) étant club ami de l'USMRS. Au match d'ouverture, l'équipe réserve du WAC a battu l'équipe réserve d'USRS sur le score de 4 buts à 0, puis au 2e match l'équipe 1re du WAC a aussi battu l'équipe 1re d'USMRS sur le score de 2 buts à 1. Sachant que c'était la 2e rencontre amicale entre eux, puisque l'USRMS a invité le WAC en match amical à Rabat au Stade Belvédère le 30 novembre 1940 sous la présence impériale du prince héritier Hassan II (étant président d'honneur du WAC), match soldé par une victoire des Wydadis.
Championnat (première division)
Le 7 décembre 1941 au sein de la 3e journée du Championnat du Maroc (Première Division), en réserves, l'USMRS a perdu contre le WAC sur le score de 4 buts à 0, puis au match des équipes premières, il a perdu aussi sur le score d'un but à zéro. Lors de la 4e journée, le club a fait un match nul sur le score de 2-2 contre le CA Port-Lyautey à Port-Lyautey. En 7e journée au match retour contre le WAC date de 8 mars 1942, en réserves, le WAC a nettement battu l'USMRS par 10 buts à 0, puis au match des équipes «A», le WAC a gagné par 5 buts à 1. Après ses beaux résultats, l'USMRS a pu se qualifier pour jouer les matchs qualificatifs pour rejoindre l'élite en division d'honneur.
Championnat de promotion (Groupe Centre)
Après le tirage au sort, le 19 avril 1942, à Rabat, au match de la demi-finale, le WAC a battu l'USMRS par forfait.

## Palmarès
- Botola - Division Amt1 (2)
  - Champion : 1932/33, 1935/36

## Anciens joueurs du club
- M’hamed Ben Jilali Chaoui (défenseur)